# یوحنا دهم یازجی
یوحنا دهم یازجی (به عربی: يحنّا العاشر يازجي؛ زاده ۱۹۵۵) پاتریارک کلیسای ارتدکس یونانی انطاکیه است.
یوحنا دهم یازجی در دانشگاه تشرین و دانشگاه ارسطو تحصیل کرد.